# Abdia (novella)
Abdia (Abdias) è un racconto di Adalbert Stifter. Scritto tra il 1841 e il 1842, apparve dapprima in una rivista nel 1843, quindi, rivisto, in un volume di Studi nel 1847.

## Trama

### Ester
Aronne è un trafficante ebreo, che vive in un'antica città romana, ormai diroccata, nell'Atlante. In segrete stanze sotterranee vive tra i lussi la moglie Ester, che gli ha dato il figlio Abdia. Quando diviene fanciullo Abdia viene mandato in giro per il mondo a procurarsi egli stesso denaro e lussi. Abdia torna dopo quindici anni, portando con sé molte ricchezze e la moglie Debora, incontrata nella città di Baalbek. I genitori muoiono e Abdia rimane solo con Debora.

### Debora
Abdia viene colpito dal vaiolo a Odessa e rimane sfigurato, suscitando l'orrore anche di Debora. Continua a viaggiare ed arricchirsi col suo commercio, ma un giorno tornando a casa trova che il suo paese è stato depredato da Melek, inviato da un bey a cui un tempo Abdia aveva rifiutato un prestito. I compaesani accusano Abdia di essere un portatore di rovina, ma egli ribatte che rifonderà tutti i danni. Quando scende nella stanza di Debora, scopre che questa ha appena dato alla luce una bambina. Debora muore poco dopo e viene sepolta con Aronne ed Ester.

### Ditta
Abdia attende che la figlia, che viene chiamata Ditta, dal nome della nonna, Giuditta, sia abbastanza cresciuta, quindi parte con lei per un avventuroso viaggio in direzione dell'Europa, prima attraverso il deserto quindi in nave. Li accompagnano Mirta, la serva che accudisce Ditta, Uram, un servo giovane e fedele che Abdia voleva abbandonare ma da cui viene inseguito fin nel deserto, un'asina, Kola, e un cammello. Mirta trova un amore prima di imbarcarsi, Uram muore un anno dopo in Europa, così Abdia e Ditta rimangono soli. Abdia, utilizzando i frutti dei suoi vecchi commerci portati con sé dall'Africa, fa costruire una casa in una solitaria e sterile vallata alpina, dove riesce a trovare alcuni servi della sua stessa fede. 
Ditta cresce con difficoltà e si comporta in modo strano. Solo quando la bambina raggiunge i quattro anni Abdia, che si era convinto che la figlia avesse una minorazione mentale, capisce che Ditta è cieca. In Abdia ritorna la voglia di arricchirsi per assicurare l'avvenire alla figlia, così riprende a commerciare e a praticare l'usura. È molta l'importanza che Abdia dà al denaro, che lo spinge per esempio a recuperare e dare degna sepoltura a uno dei suoi cani, che aveva ucciso e abbandonato credendolo affetto da rabbia, mentre l'animale voleva segnalargli, comportandosi in modo ritenuto sospetto, lo smarrimento di una cintura con molte monete.
Quando Ditta ha ormai dodici anni, un fulmine colpisce la sua casa e l'avvenimento le fa acquistare la vista. Abdia torna a dedicarsi interamente a lei, per insegnarle a godere della nuova facoltà. Abdia decide di coltivare la valle in cui abita, da sempre ritenuta sterile, riuscendo a crearvi piantagioni di grano e di lino. Ditta ama in particolare il lino, i cui fiori azzurri le paiono «il cielo che squilla». 
Ditta muore a sedici anni. Durante un giorno di maltempo indugia troppo tra i campi e non dà ascolto ad Abdia che vorrebbe ricondurla a casa. Per ripararsi dalla pioggia imminente padre e figlia costruiscono una capanna improvvisata con covoni di grano, ma il rifugio viene colpito da un fulmine che uccide Ditta risparmiando Abdia.
Abdia vive ancora per oltre trent'anni. Trascorre il tempo perennemente seduto davanti alla casa, ritenuto pazzo perché non pronuncia mai parola. Alla sua morte i suoi beni vanno ai figli di un socio in affari, che ha diretto i lavori nei lunghi anni della vecchiaia di Abdia.

## Edizioni italiane
- Adalbet Stifter, Abdia, Piccola Biblioteca (149), Milano, Adelphi, 1983,  p. 147, ISBN 88-459-0536-5.